# Victor Vercouillie
Victor Vercouillie (Courtrai, 3 novembre 2002) è un ciclista su strada belga che corre per il Team Flanders-Baloise.

## Palmarès

### Altri successi
- 2023 (EFC-L&R-Van Mossel)

2ª tappa, 1ª semitappa International Beloften Weekend (Sas van Gent > Sas van Gent, cronometro)
Criterium Wakken
Criterium Ardooie
- 2025 (Team Flanders-Baloise)

Classifica scalatori Étoile de Bessèges

## Piazzamenti

### Classiche monumento
- Giro delle Fiandre

2024: ritirato
2025: ritirato
- Parigi-Roubaix

2024: fuori tempo massimo

### Competizioni continentali
- Campionati europei

Drenthe 2023 - Cronometro Under-23: 23º
Drenthe 2023 - Staffetta mista: 7º
Limburgo 2024 - Cronometro Elite: 17º
Limburgo 2024 - Staffetta mista Elite: 3º